# Парамоновский сельсовет (Курганская область)
Парамоновский сельсовет — упразднённые административно-территориальная единица и сельское поселение в Альменевском районе Курганской области.
Административный центр — село Парамоново.
Законом Курганской области от 29.06.2021 № 72 к 9 июля 2021 года сельсовет упразднён в связи с преобразованием муниципального района в муниципальный округ.

## История
Парамоновский сельсовет образован Указами Президиума Верховного Совета РСФСР от 14 июня 1954 года в результате объединения Табайлинского и Кулсаринского сельсоветов Альменевского района Курганской области.
Решением Курганского облисполкома № 190 от 14 мая 1959 года д. Вишняково перечислена из Вишняковского сельсовета в состав Парамоновского сельсовета.
Указом Президиума Верховного Совета РСФСР от 1 февраля 1963 года образован укрупнённый Целинный сельский район, в который передан Парамоновский сельсовет.
Решением Курганского облисполкома № 206 от 3 июня 1963 года д. Вишняково перечислена из Парамоновского сельсовета в состав Половинского сельсовета.
Решением Курганского облисполкома № 434 от 9 декабря 1963 года п. ф. № 3 Катайского совхоза переименован в д. Ягодное.
Указом Президиума Верховного Совета РСФСР от 3 марта 1964 года Парамоновский сельсовет передан в Шумихинский сельский район.
Решением Курганского облисполкома № 107 от 23 марта 1964 года д. Вишняково перечислена из Половинского сельсовета Целинного района в состав Парамоновского сельсовета Шумихинского района.
Указом Президиума Верховного Совета РСФСР от 12 января 1965 года Шумихинский сельский район разукрупнён. Парамоновский сельсовет вошёл в состав вновь образованного Альменевский района.
Решением Курганского облисполкома № 197 от 12 мая 1965 года д. Вишняково и с. Ягодное перечислены из Парамоновского сельсовета в состав вновь образованного Ягодинского сельсовета.
Решением Курганского облисполкома № 291 от 29 июля 1970 года д. Шамурино исключена из Парамоновского сельсовета как сселившаяся.
Решением Курганского облисполкома № 489 от 14 декабря 1971 года д. Кульсарино исключена из Парамоновского сельсовета как сселившаяся.
Решением Курганского облисполкома № 466 от 7 июля 1981 года д. Бахарево исключена из Парамоновского сельсовета как сселившаяся.
Деревня Убалина в 2013 году переименована в Убалино.

## Население
| 1989 | 2002 | 2004 | 2010 | 2012 | 2013 | 2014 |
| ---- | ---- | ---- | ---- | ---- | ---- | ---- |
| 666  | ↘607 | ↗613 | ↘442 | ↘428 | ↘412 | ↘394 |
| 2015 | 2016 | 2017 | 2018 | 2019 | 2020 |      |
| ↘380 | ↘377 | ↘369 | ↘360 | ↘344 | ↘333 |      |

## Состав сельского поселения
| № | Населённый пункт | Тип населённого пункта       | Население |
| - | ---------------- | ---------------------------- | --------- |
| 1 | Парамоново       | село, административный центр | ↘331      |
| 2 | Убалино          | деревня                      | ↘111      |

## Местное самоуправление
Парамоновская сельская Дума
Депутаты работают на непостоянной основе.
Администрация сельсовета
641133, Курганская область, Альменевский район, с. Парамоново, ул. Советская, 29.
Глава Парамоновского сельсовета
- До сентября 2013 года — Тимербулатов Фарит Исхакович
- С сентября 2013 года — Газизов Аскат Петрович